# Vyšná Jedľová
Vyšná Jedľová je obec v okrese Svidník na Slovensku, v Ondavské vrchovině, která je v Nízkých Beskydech .

## Vývoj názvu obce
- 1618 – Felssó Jedlowa
- 1773 – Felső –Jedlova, Wisna Jedlowa
- 1786 – Felschő –Jedlowa
- 1808 – Felső –Jedlova, Horní Jedlova
- 1850 – Ober Jedlowa
- 1863–1902 – Felsőjedlova
- 1907 – 1913 – Felsójedlova
- 1910 – Felsófenyves
- 1920 – Vyšná Jedlová
- 1921 –1930 – Vyšnia Jedľová
- od roku 1927 – Vyšná Jedľová

## Historie
Vyšná Jedľová je poprvé písemně zmíněna v roce 1572 jako Felsso Jedlowa – byla součástí panství Makovica. V roce 1787 měla obec 36 domů a 224 obyvatel, v roce 1828 zde bylo 30 domů a 237 obyvatel, kteří pracovali jako rolníci, pláteníci a chovatelé dobytka. Kolem poloviny 19. století mnoho obyvatel emigrovalo.

## Pamětihodnosti
- Řecko-katolický kostel Kosmy a Damiána postavený v roce 1823 v klasicistním stylu.[2]